# Ostrowy (Zwoleń)
Pour les articles homonymes, voir Ostrowy.
Ostrowy (prononciation : [ɔsˈtrɔvɨ]) est un village polonais de la gmina de Zwoleń dans le powiat de Zwoleń de la voïvodie de Mazovie dans le centre-est de la Pologne.
Il se situe à environ 4 kilomètres à l'ouest de Zwoleń (siège de la gmina et de la powiat) et 103 kilomètres au sud de Varsovie (capitale de la Pologne).
Le village compte une population d'environ 40 habitants en 2006.

## Histoire
De 1975 à 1998, le village appartenait administrativement à la voïvodie de Radom.